# Козаки: Останній довід королів
Козаки: Останній довід королів — доповнення до стратегії реального часу Козаки: Європейські війни, створене українською студією GSC Game World. Гра вийшла 31 березня 2002 року.
Гра присвячена подіям, що відбувалися на території Європи в XVII–XVIII століттях, таким як: 30-річна та 7-річна війни, війна за Австрійську Спадщину, Російсько-турецькі війни, Громадянська війна в Англії, Турецька експансія в Європу, Визвольна війна українського народу, Північна війна, Польсько-російська війна, війна Нідерландів за Незалежність.
Крім 16 країн, що існували в оригінальних «Козаках», додалися Баварія та Данія. Кожна з країн представлена набором унікальної архітектури і бойовими одиницями, має свою модель економічного розвитку.

## Нововедення
Гра пропонує 5 нових кампаній, 6 нових одиночних та 6 історичних боїв. Оновився список доступних юнітів і додалися нові можливості, такі як задавати стрій кінноти, ремонтувати кораблі. В «Козаки: Останній досвід королів» додався редактор сценаріїв.